# 沙河乡 (卢氏县)
沙河乡，是中华人民共和国河南省三門峽市卢氏县下辖的一个乡镇级行政单位。

## 行政区划
沙河乡下辖以下地区：
沙河村、马家村、张家村、杨家村、北庄村、范家村、寺沟村、辛村、双庙村、留书村、三角村、周家村、宋家村、王家村、寨子村、果角村和东沟村。